# Orthogonia
Orthogonia is een geslacht van vlinders van de familie Uilen (Noctuidae), uit de onderfamilie Hadeninae.

## Soorten
- O. basimacula Draudt, 1939
- O. canimacula Warren, 1911
- O. denormata Draudt, 1939
- O. grisea Leech, 1900
- O. plana Leech, 1900
- O. plumbinotata Hampson, 1908
- O. sera Felder, 1862
- O. tapaishana Draudt, 1939
- O. wolonga Chen, 1995